# 785

## Decese
- Seondeok, rege al regatului Silla (Coreea), (n. ?)